# Fusillade de Plymouth
La fusillade de Plymouth est une fusillade survenue le 12 août 2021 dans le quartier de Keyham (en) à Plymouth, dans le Devon, au Royaume-Uni. Six personnes ont été tuées dont le tireur et 2 autres personnes ont été blessées. Il s'agit de la première fusillade de masse mortelle au Royaume-Uni depuis la fusillade de Cumbria (en) en 2010.

## Contexte
Les fusillades de masse sont très rares au Royaume-Uni. Il est nécessaire d'avoir un certificat de fusil de chasse (SGC) ou un certificat d'armes à feu (FAC) pour posséder légalement la plupart des classes d'armes à feu autorisées ; en Grande-Bretagne, les certificats sont délivrés par l'autorité policière locale,. Pour un FAC, le demandeur doit démontrer une bonne raison de posséder l'arme à feu particulière, ainsi que d'avoir un stockage sécurisé certifié, alors qu'un SGC n'exige que ce dernier ; les deux types de certificat nécessitent une vérification des antécédents.
La précédente fusillade mortelle au Royaume-Uni a eu lieu à Cumbria en 2010, lorsqu'un homme armé avec deux armes à feu sous licence a tué douze personnes.

## Fusillade

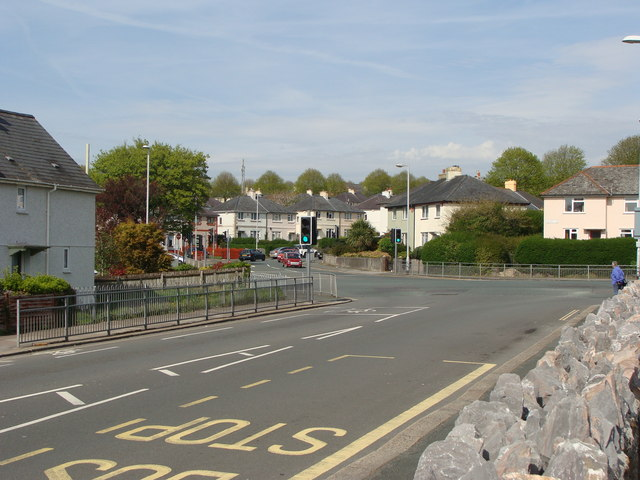
Henderson Place, la rue où la fusillade s'est terminée (photo de 2010).

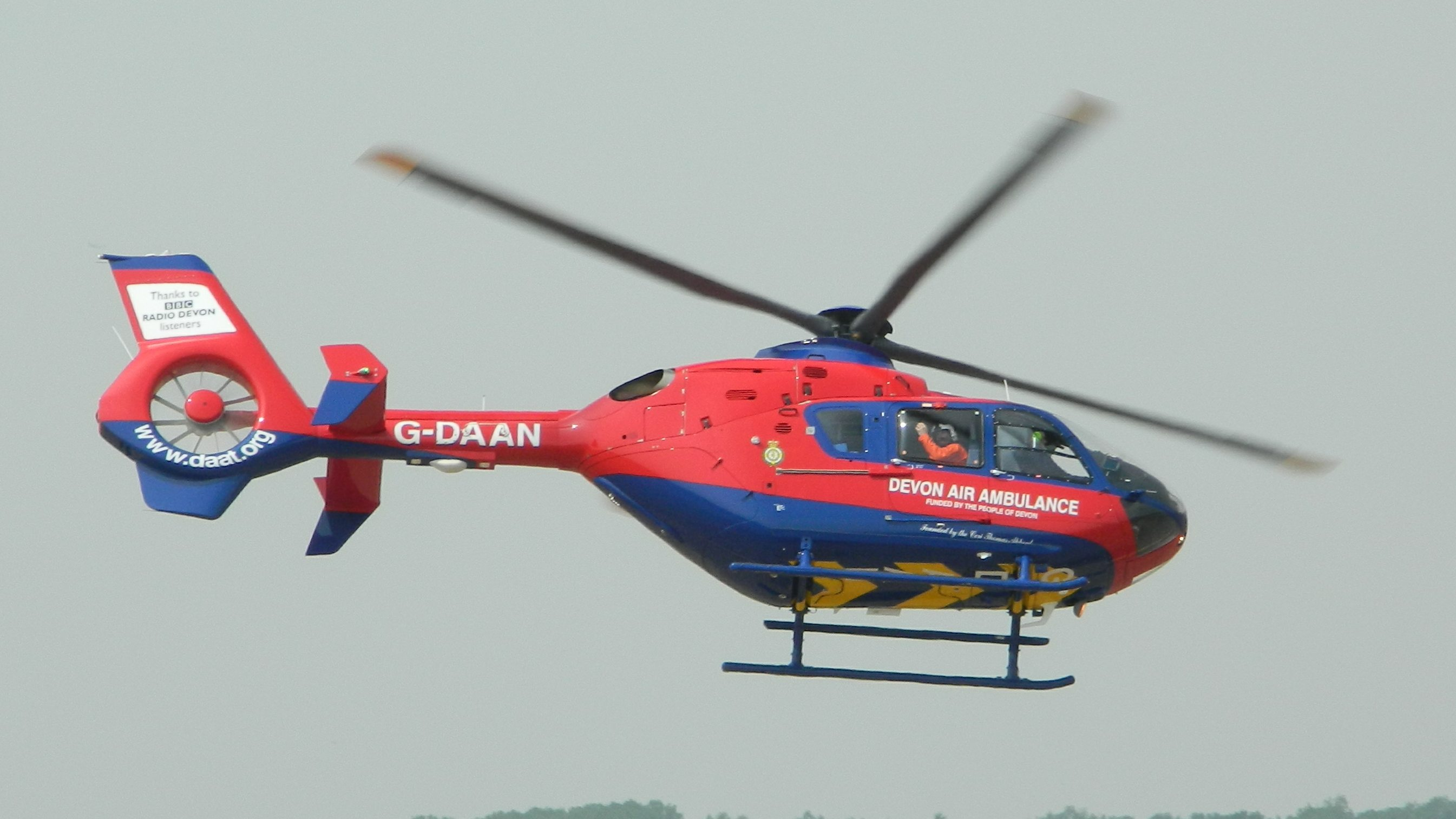
G-DAAN, l'une des ambulances aériennes qui ont assisté à la scène (photo de 2013).

À 18 h 11 BST le 12 août 2021, Jake Davison a ouvert le feu avec ce que des témoins ont décrit comme un fusil à pompe à l'intérieur d'une maison sur Biddick Drive, une rue résidentielle du quartier Keyham de Plymouth, tuant sa mère de 51 ans. Il a alors quitté la maison et a tiré et a tué une fille de 3 ans et son père de 43 ans dans la rue. Ensuite, il a blessé un homme de 33 ans et une femme de 53 ans sur Biddick Drive, avant de tirer et de tuer un homme de 59 ans dans un parc voisin. Davison s'est ensuite rendu à Henderson Place, où il a abattu et blessé mortellement une femme de 66 ans, avant de se suicider avec la même arme.
La Devon and Cornwall Police (en) et le South Western Ambulance Service (en) ont été alertés de l'incident à 18 h 11 et 18 h 12, respectivement. Le service d'ambulance a répondu avec un nombre important de ressources, y compris des équipes d'intervention en zone dangereuse (en), des ambulances, quatre ambulances aériennes, des médecins et des ambulanciers paramédicaux supérieurs. Les policiers répondants ont assisté à la scène dans les six minutes des appels d'urgence et ont trouvé les corps de Davison et quatre des victimes. Ils ont décrit les événements comme un "incident grave avec des armes à feu".
La femme abattue à Henderson Place a été soignée sur les lieux pour des blessures par balle mais est décédée plus tard à l'hôpital de Derriford (en). Les deux survivants ont subi des blessures importantes mais ne mettant pas leur vie en danger. À 21 h 34, la police a déclaré qu'elle croyait que l'incident était maîtrisé.

## Auteur
Le tireur a été nommé par la police comme Jake Davison. Il était un apprenti grutier de 22 ans dans la société de sécurité et de défense Babcock International. Le chef de police de la Devon and Cornwall Police, Shaun Sawyer (en), a déclaré que le motif de Davison était inconnu et que la police n'envisageait pas le terrorisme mais qu'elle gardait l'esprit ouvert. Il a déclaré que la police pensait que la fusillade était un "incident domestique [qui] s'est répandu dans les rues".
Davison était autorisé à posséder une arme à feu depuis 2018, et la police pense que son fusil de chasse détenu légalement était l'arme à feu utilisée lors de la fusillade. À la suite de l'auto-référence de la Devon and Cornwall Police au Independent Office for Police Conduct (en), l'IOPC enquête sur les relations antérieures du service avec Davison et sa décision d'accorder un permis d'armes à feu. La police avait retiré le fusil de chasse et le permis de Davison en décembre 2020 à la suite d'une allégation d'agression, mais les avait rendus en juillet 2021, un mois avant les meurtres.
Le compte Facebook de Davison a été supprimé conformément à la politique du site concernant les personnes et les organisations dangereuses. Sa chaîne YouTube, qui comprenait des références à "inceldom", et à l'idéologie de la pilule noire, a été fermée pour avoir enfreint la politique de comportement hors ligne.

## Réactions
Une veillée nocturne a eu lieu le 13 août au North Down Crescent Park à Keyham. Les drapeaux de la ville ont été mis en berne et la tour de Smeaton a été allumée ce soir-là en signe de respect. Des livres de condoléances ont été mis à disposition à plusieurs endroits, ainsi qu'un livre en ligne sur le site Web du conseil municipal de Plymouth (en).